# Joe Dallas
Joe Dallas (* 1954) ist ein US-amerikanischer Evangelikaler, Gründer und Leiter von Genesis Counseling, einer mit Exodus International verbundenen evangelikalen Organisation, die die Auffassung vertritt, Homosexualität könne verändert und „geheilt“ werden, und sexsüchtige Männer, Schwule, und christlichen Kirchen und Leitern bei ihrem Umgang mit Beziehungsproblemen und ihren Problemen mit gewissen Formen der Sexualität berät. Dallas gehörte früher der Lesben- und Schwulenbewegung an, bevor er einer der führenden Vertreter der Ex-Gay-Bewegung wurde. Er war Anfang der 1990er Jahre drei Jahre lang Präsident von Exodus International. Er hat mehrere Bücher verfasst und seinen Standpunkt oft in den Medien vertreten.

## Leben
Schon bevor er 16 war, hatte Dallas sexuelle Erfahrungen mit Männern und Frauen. Dallas habe sich nach eigenen Angaben mit 16 Jahren in der Calvary Chapel bei Chuck Smith zum Christentum bekehrt und wurde dort zum Geistlichen ordiniert. Sieben Jahre später begann er erneut, homosexuelle Kontakte einzugehen. Als dies bekannt wurde, entzog ihm Calvary Chapel die Geistlichenwürde. Daraufhin begann er ein Verhältnis mit dem Besitzer einer Schwulenbar, der mit einem andern Mann eine feste Beziehung hatte und war fast jede Nacht alkoholisiert.
1978 schloss er sich der Metropolitan Community Church an, spielte im Gottesdienst Klavier und absolvierte ein zweijähriges Ausbildungsprogramm mit dem Ziel, lizenzierter Geistlicher der Metropolitan Community Church zu werden. Er predigte, wirkte als Seelsorger, und evangelisierte unter Studierenden.
1984 sah er im Fernsehen einen Freund aus der Calvary-Chapel-Zeit, der über seinen langjährigen geheim gehaltenen Alkoholismus sprach und andere dazu ermutigte, die versteckten Sünden, mit denen sie kämpften, ans Licht zu bringen. Er fühlte sich in seine Zeit bei Calvary Chapel zurückversetzt, als er seine homosexuellen Neigungen geheim gehalten hatte. Er fragte sich verunsichert, ob seine homosexuellen Gefühle von Gott erschaffen oder ob Ausdruck der gefallenen Welt seien und er kam zum Schluss, dass sein Coming-out nicht Gottes Willen entsprochen habe, sondern seinen eigenen Wünschen.
Er trennte sich von der Metropolitan Community Church und begann in den nächsten Jahren Genesis Counseling aufzubauen.
Joe Dallas hat 1988 geheiratet und ist Vater von zwei Söhnen. 

## Positionen
Dallas vertritt eine konservative evangelikale Theologie und eine traditionelle biblische Moral, die jede sexuelle Aktivität außerhalb der heterosexuellen Ehe ablehnt. Homosexuelle Handlungen seien in Hinsicht auf bestimmte biblische Aussagen grundsätzlich als „Sünde“ aufzufassen.

In„Desires in Conflict“ vertritt Dallas die Position, dass es möglich sei, dass Homosexuelle völlig frei von Homosexualität werden können, dass es jedoch keine Garantie für eine vollständige Veränderung der sexuellen Orientierung von homosexuell zu heterosexuell gebe. Realistischerweise seien Veränderungen auf vier Ebenen zu erwarten:
- Veränderung im Verhalten bis hin zu sexueller Enthaltsamkeit. Dallas vergleicht das mit einem „trockenen“ Alkoholiker, der Kontrolle über sein Verhalten gewonnen hat, was trotz weiterer Versuchungen ein konkreter Fortschritt ist.
- Verminderung der Häufigkeit von homosexuellem Begehren: Nach Dallas sei das für 70 % seiner Anhänger der Fall und oft eine der ersten auffallenden Veränderungen.
- Verminderung der Intensität von homosexuellem Begehren: Homosexuelle Impulse würden weniger dominierend, könnten leichter unbeachtet bleiben.
- Veränderung der Perspektive: Homosexualität werde nicht mehr als zentraler Punkt im Leben gesehen, der Wunsch homosexuelle Neigungen auszuleben sei nicht mehr ein Lebensziel, sondern ein Begehren unter vielen anderen.

Die Veränderung sei nach Dallas normalerweise ein Prozess mit Fortschritten und Rückfällen: jeder, der intensive homosexuelle Erfahrungen gemacht hat, könne unter gewissen Umständen wieder homosexuell „versucht“ werden, und es sei unrealistisch, etwas anderes zu erwarten, da sexuelle Erfahrungen Teil der menschlichen Erinnerung sind.

Aus Sicht von Dallas ist es wichtig, die zahlreichen guten Eigenschaften von Lesben und Schwulen und ihren Wert als Person voll anzuerkennen. Das schließt für ihn jedoch nicht ein, dass auch ihr sexuelles Verhalten als richtig angesehen werden muss. Andererseits rät Dallas Christen davon ab, zu versuchen, jeden homosexuellen Arbeitskollegen oder Freund als „Reformationsobjekt“  anzusehen, sondern rät dazu, sie ebenso mit Höflichkeit und Respekt zu behandeln wie alle anderen Leute. Insbesondere solle man ihnen zuhören.

Dallas ist der Auffassung, dass große Teile der Gesellschaft durch eine von ihm so bezeichnete „gay lobby“ dominiert werden, welche es zu bekämpfen gälte: „Ich bin nicht sicher, dass wir die Pro-Schwulen-Lobby besiegen oder verhindern können, dass ihre Ziele erreicht werden. Aber siegen oder verlieren, ich möchte nicht vor Gott stehen und sagen, dass ich nichts getan habe, als ich die Möglichkeit zu kämpfen hatte.“
Dallas ist der Überzeugung, dass die konservative Position im Bezug auf Homosexualität zwar eine knappe Mehrheit in der Gesellschaft darstelle, dass aber eine kulturelle Hegemonie die Haltung der Revisionisten stärke: „There is a widening chasm regarding homosexuality between traditionalists (those who believe the moral standard is heterosexuality) and revisionists (those who believe the moral standard should be revised to legitimize homosexuality). Traditionalists are, as of this writing, a slim majority ... those who hold the microphones (reporters, actors, talk show hosts, and university professors) unapologetically tend to be revisionist.“

Joe Dallas nimmt öffentlich Stellung gegen jede Form der Theologie, die Homosexualität als ein Geschenk Gottes oder gleichwertige Schöpfungsvariante auffasst. Diese wird von ihm als Pro-Gay-Theologie bezeichnet. „When gays claim that homosexuality is God's gift and bring that claim into our churches, then confrontation is a mandate for three reasons. ... First, the church's integrity is compromised when professing Christians misrepresent Christianity. ... Second, confrontation is necessary because the gay Christian movement asks us to confirm its members in their sin, when we are commanded to do just the opposite. ... Finally unrepentant sin among believers is a disease; eventually it will spread and affect the entire body.“  Die Kirchen sieht Dallas in der Verantwortung, aktiv gegen diese Tendenzen vorzugehen: „[...] die Pro-Gay-Theologie und die Schwulenrechtsbewegung, die sie repräsentiert, wächst täglich in ihrem Umfang und ihrem Einflussgebiet. Mit der Liebe, die Christus zeigte, als er über Jerusalem trauerte, und mit der Wut, die er zeigte, als er den Tempel reinigte, muss die Kirche antworten.“
Christliche Gemeinschaften sollten sich Dallas zufolge von Gemeindemitgliedern distanzieren, die homosexuelle Beziehungen leben (siehe Exkommunikation bzw. Meidung).  Dallas gesteht der Metropolitan Community Church zu, dass dort Gottes Gegenwart spürbar sei, sagt aber mit Hinweis auf den 1. Korintherbrief, dass Gottes Liebe für einen Menschen und seine Gegenwart in dessen Leben nicht mit einem vorbehaltlosen Einverständnis mit dessen Lebensstil gleichzusetzen sei.

## Kritik
Kritiker werfen Dallas und anderen prominenten Ex-Gay-Vertretern vor, dass ihre Form der Bibelinterpretation falsch und verletzend gegenüber Lesben und Schwulen sei. Zudem wird ihm ein unsachlicher Umgang mit statistischen Daten vorgeworfen. So schreibt Rembert Truluck:
- „Die Statistiken, die Joe Dallas in seinem Buch verwendet, um Homosexualität mit Kindesmisshandlung und der Zerstörung der Familienwerte in Verbindung zu bringen, sind lächerlich und ohne jeden Wert.“[7]
- „Wie viele andere, die die Bibel in homophober Weise missbrauchen, verwendet Joe Dallas das ermüdende alte Argument, dass christliche Homosexuelle die Bibel redigiert und entstellt hätten, damit diese Akzeptanz und Respekt für Homosexuelle und Homosexualität lehre. Die Wahrheit ist das genaue Gegenteil. Allein in den letzten Jahren wurde die Bibel in homophober Weise übersetzt, so dass dem Originaltext und der Bedeutung der hebräischen und griechischen Worte Gewalt angetan wurde. Nirgends sagt die Bibel, dass Lesben und Schwule ihre sexuelle Orientierung ändern sollten oder könnten. Nirgends spricht die Bibel von (und noch weniger verdammt sie) die romantische Liebe zwischen Personen gleichen Geschlechts.“[7]

## Werke
- The Gay Gospel? How Pro-Gay Advocates Misread the Bible, Harvest House, 2008, ISBN 978-0-7369-1834-3
- Desires in Conflict: Hope for Men Who Struggle with Sexual Identity, Harvest House, 2003, ISBN 978-0-7369-1211-2
- When Homosexuality Hits Home: What to Do When a Loved One Says They're Gay, Harvest House, 2004, ISBN 978-0-7369-1201-3
- The Game Plan: The Men's 30-Day Strategy for Attaining Sexual Integrity, Thomas Nelson, 2005, ISBN 978-0-8499-0633-6